# Scabiosa atropurpurea

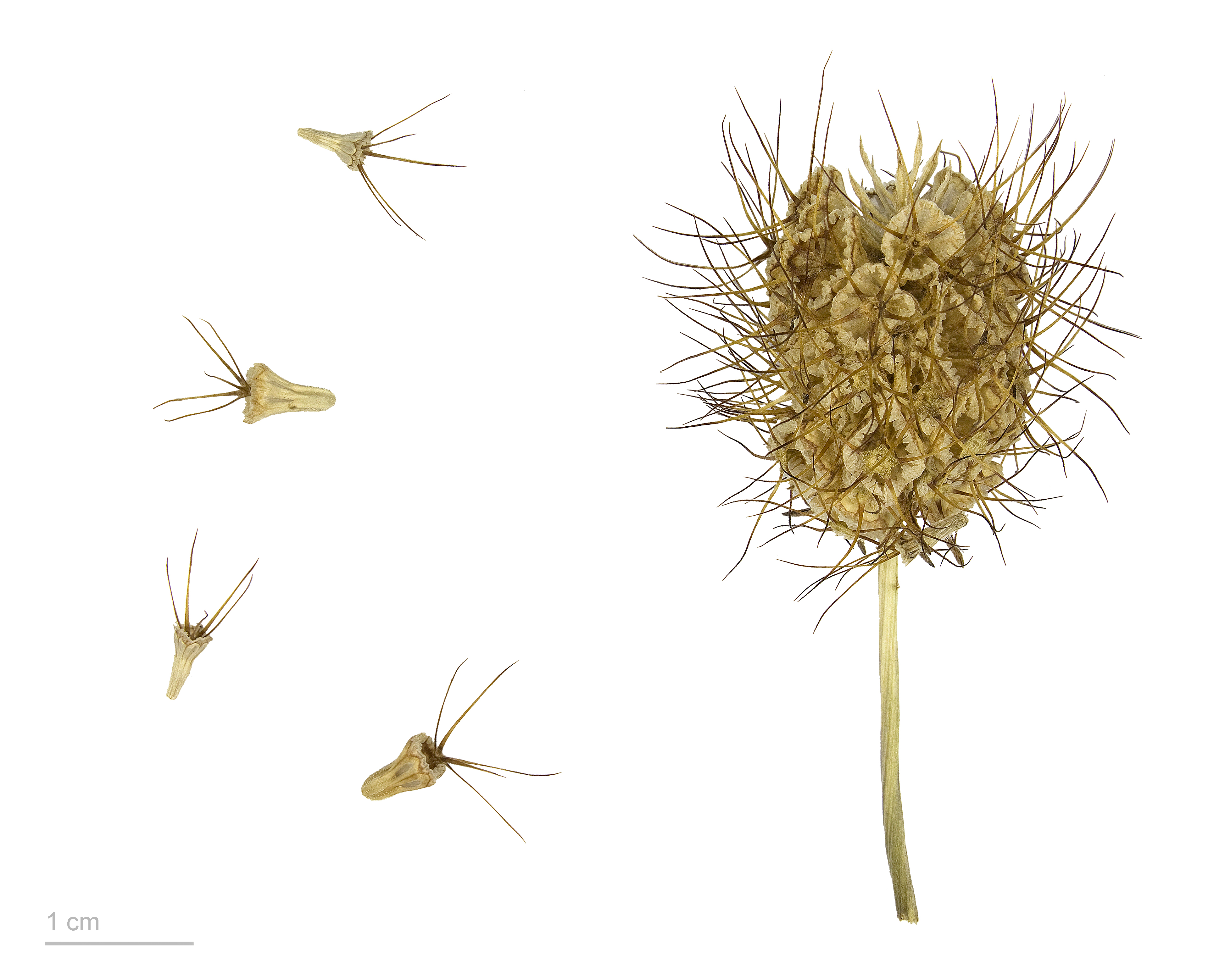
Scabiosa atropurpurea

La escobilla morisca (Scabiosa atropurpurea) es una planta de la antigua familia Dipsacaceae ahora subfamilia de  Caprifoliaceae.

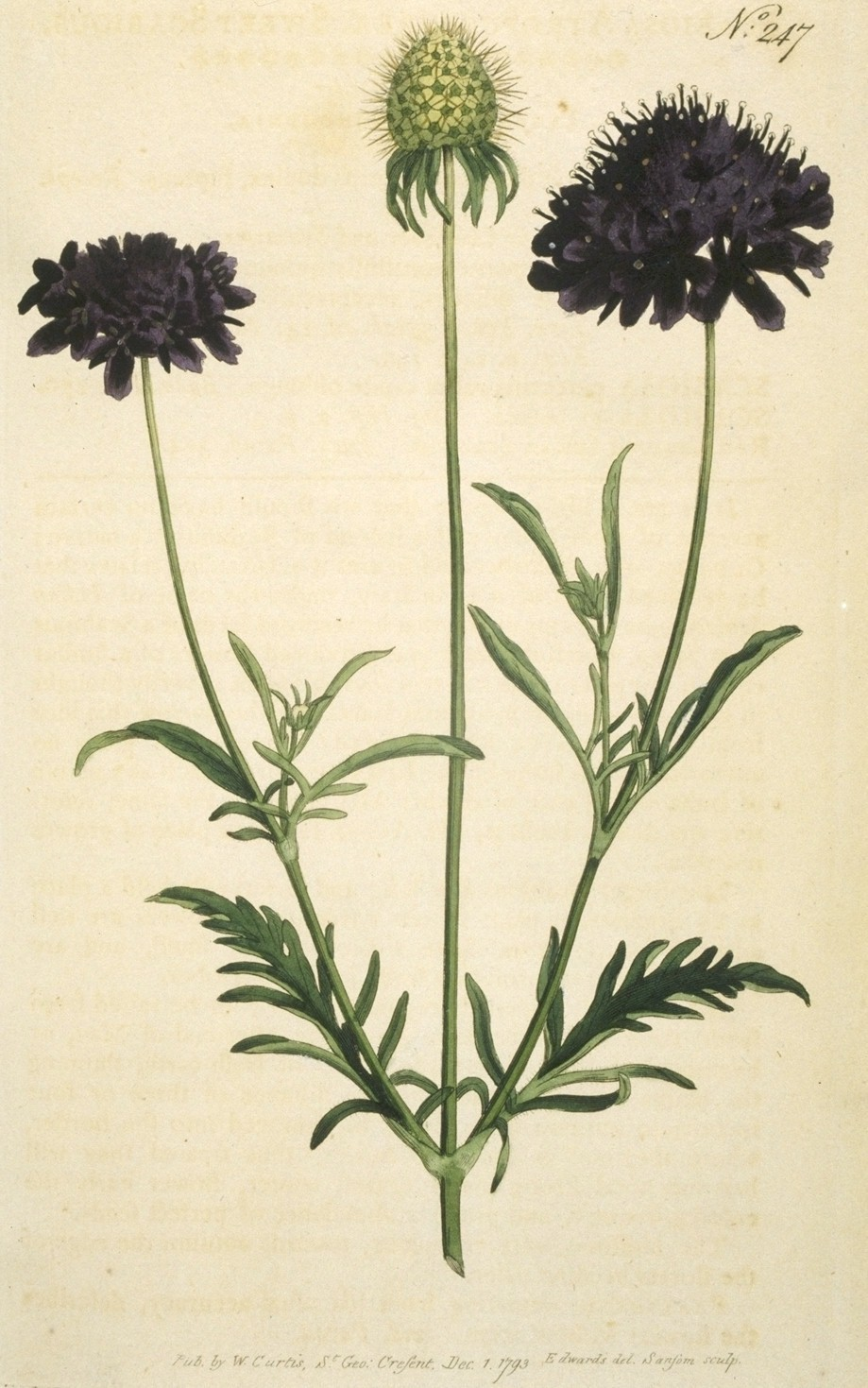
Ilustración

## Descripción
Planta bienal, casi glabra, con tallo ramificado de 20-60 cm de alto. Hojas opuestas. Las inferiores largamente pecioladas, simples y dentadas hasta con segmentos lirados. Las hojas medias y superiores pinnadas con segmentos simples o aserrados. Flores en cabezuelas de hasta 3 cm de ancho, semiesféricas, en la fructificación alargadas, con un largo pedúnculo. Cáliz exterior cerdado hasta glabro, rodeado hasta la mitad por involucro, cartilaginoso. Las 5 cerdas calicinas muy largas, sobresaliendo ampliamente del cáliz exterior. Corola de las flores externas de hasta 2 cm de largo, lila hasta púrpura oscuro, con 3 lóbulos inferiores más gruesos y 2 superiores más cortos.

## Distribución y hábitat
Terrenos pedregosos y secos. Vive en el Mediterráneo. Frecuentemente cultivada.

## Taxonomía
Scabiosa atropurpurea fue descrita por Carlos Linneo y publicado en Species Plantarum 1: 100. 1753.
Etimología
Scabiosa: nombre genérico que deriva del latín scabiosus  = "áspero, sarnoso", refgiriéndose a que supuestamente servían para curar la sarna; aunque según algunos, el nombre aludiría tan solo a la aspereza del indumento de las referidas plantas.
atropurpurea: epíteto latino que significa "de color púrpura oscuro".
Sinonimia
- Ver Anexo:Sinónimos de Scabiosa atropurpurea.

## Nombres comunes
- Castellano: bella dama, bella madre, botones de dama, corona de clérigo, escabiosa, escabiosa de Indias, escabiosa marítima, escobilla morisca, mata florida, sombrero blanco, sombrero de obispo, sombrero de viuda, viuda, viuda morada.[5]
- En México: ambarina[6]